# Саволайнен, Арви
Арви Мартин Саволайнен (фин. Arvi Martin Savolainen; род. 24 октября 1998, Лахти, Южная Финляндия) — финский борец греко-римского стиля, участник Олимпийских игр.

## Карьера
В августе 2015 года в сербской Суботице, уступив в финале поляку Джерарду Курничака, стал серебряным призёром чемпионата Европы среди юношей. В июле 2017 года в Дортмунде, одолев турка Сулеймана Эрбея, стал чемпионом Европы среди юниоров. В июне 2018 года в Стамбуле на молодёжном чемпионате Европы U23 стал бронзовым призёром. В августе 2018 года на юниорском чемпионате Европы в Риме стал бронзовым призёром. В сентябре 2018 года в словацкой Трнаве стал чемпионом Европы среди юниоров, одолев в финале австрийца Маркуса Раджингера. В марте 2019 года в сербском Нови-Саде, одолев грузина Георгия Мелия, стал чемпионом мира среди молодёжи U23. В марте 2020 года на взрослом чемпионате Европы в Риме в схватке за бронзовую медаль уступил немцу Йелло Крамеру и занял 5 место. В марте 2021 года на европейском квалификационном турнире в Будапеште, завоевал лицензию на Олимпийские игры в Токио. На Олимпиаде на пути к четвертьфиналу победил кубинца Габриэля Росильо (3:1), в 1/4 финала уступил армянину Артуру Алексаняну (1:5), так как Алексанян вышел в финал, Арви получил шанс побороться за бронзовую медаль, в утешительной схватке он одолел киргиза Узура Джузупбекова (4:1), в борьбе за 3 место проиграл иранцу Мохаммадхади Сарави (2:9), в итоге занял 5 место.

## Достижения
- Чемпионат Европы среди кадетов 2015 — ;
- Чемпионат Европы среди юниоров 2017 — ;
- Чемпионат мира среди юниоров 2017 — ;
- Чемпионат Европы среди молодёжи U23 2018 — ;
- Чемпионат Европы среди юниоров 2018 — ;
- Чемпионат мира среди юниоров 2018 — ;
- Чемпионат Европы среди молодёжи U23 2019 — ;
- Чемпионат мира среди молодёжи U23 2019 — ;
- Чемпионат Европы по борьбе 2020 — 5;
- Олимпийские игры 2020 — 5;
- Чемпионат мира среди молодёжи U23 2021 — ;